# Joaquín Murillo
Joaquín Murillo Pascual (Barcelona, España, 27 de febrero de 1932 — Zaragoza, España, 10 de enero de 2009) es un exfutbolista español que se desempeñaba como delantero.

## Trayectoria
Formado en el C. E. Europa de su Barcelona natal, en el año 1954 fichó por el Real Valladolid C. F., donde jugó durante tres temporadas. Después recaló en el Real Zaragoza, equipo en el que marcó 113 goles en 178 partidos oficiales. Con 88 tantos en la Liga, es el máximo goleador de la historia del Real Zaragoza. Después de Raúl Tamudo y Gerard Moreno, es el jugador catalán con más goles en Primera División, con 132 tantos.

## Clubes
| Club                  | País   | Año       |
| --------------------- | ------ | --------- |
| Real Valladolid C. F. | España | 1954-1957 |
| Real Zaragoza         | España | 1957-1964 |
| C. E. Europa          | España | 1964-1965 |

## Palmarés

### Campeonatos nacionales
| Título       | Club          | País   | Año  |
| ------------ | ------------- | ------ | ---- |
| Copa del Rey | Real Zaragoza | España | 1964 |

### Campeonatos internacionales
| Título         | Club          | País   | Año  |
| -------------- | ------------- | ------ | ---- |
| Copa de Ferias | Real Zaragoza | España | 1964 |